# Hadeà
L'Hadeà, Catarqueà, Prearqueà o Priscoà és l'eó que precedeix l'Arqueà. Abasta el període comprès des de la formació de la Terra, fa ~ 4.600 milions d'anys, fins fa 4.000 milions d'anys, tot i que diferents fonts donen diferents dates. El nom «Hadeà» ve del grec Hades, que vol dir 'infern' i que es refereix a les condicions de la Terra en aquells temps. El geòleg Preston Cloud encunyà el terme el 1972, inicialment per referir-se al període anterior a les roques més antigues conegudes. Més tard, W. B. Harland encunyà un terme gairebé sinònim; el «Priscoà». Altres textos més antics es refereixen a aquest període com a «Prearqueà» mentre que, durant gran part dels segles xix i xx es feu servir el terme «Azoic» ('sense vida').

## Roques
A les últimes dècades del segle xx, uns geòlegs trobaren roques de l'Hadeà a l'oest de Groenlàndia, el nord-oest del Canadà i Austràlia occidental. Les formacions rocoses més antigues conegudes (el cinturó supracortical d'Isua) comprenen uns sediments un xic alterats de Groenlàndia, amb una antiguitat d'uns 3.800 milions d'anys i que es formaren amb un dic volcànic que penetrà les roques després que fossin dipositades. S'han trobat cristalls de zirconi en sediments al Canadà occidental i l'oest d'Austràlia que són molt més antics. Els zirconis més antics trobats daten de fa 4.400 milions d'anys, una data molt propera a la formació de la Terra.
Els sediments de Groenlàndia inclouen llits de ferro bandat. Possiblement contenen carboni orgànic i probablement indiquen que la fotosíntesi ja havia aparegut en aquell temps. Els fòssils més antics coneguts daten d'uns quants milions d'anys més tard.
El gran bombardeig tardà tingué lloc durant l'Hadeà i afectà tant la Terra com la Lluna.

## Atmosfera i oceans
El material que formà la Terra contenia grans quantitats d'aigua. Les molècules d'aigua s'escaparen de la gravetat terrestre fins a un radi d'un 40% de la seva mida actual, i l'aigua, com els altres elements volàtils, hauria estat retinguda a partir d'aquell punt. Es creu que l'hidrogen i l'heli s'escapen de l'atmosfera contínuament, però la manca de gasos nobles a l'atmosfera actual suggereix que li passà quelcom de catastròfic a l'atmosfera primitiva.
Es creu que una part del jove planeta fou destruïda per l'impacte que creà la Lluna, cosa que hauria causat que una o dues zones extenses es fonguessin. La composició actual no és compatible amb la fosa i és dur de fondre completament i de mesclar grans masses rocoses. Tanmateix, una fracció significativa de material hauria estat vaporitzat per aquest impacte, creant una atmosfera de vapor de roca al voltant del jove planeta. El vapor de roca s'hauria condensat en dos mil·lennis, deixant volàtils calents que probablement portaren a una atmosfera rica en diòxid de carboni, i amb hidrogen i vapor d'aigua. Malgrat la temperatura superficial de 230 °C, hi havia oceans d'aigua líquida a causa de la pressió exercida per l'atmosfera de CO₂. A mesura que continuava el refredament, la subducció i la dissolució en l'aigua dels oceans eliminà gran part del CO₂ atmosfèric, però hi hagué grans oscil·lacions en el seu nivell a mesura que apareixia nova superfície.
L'estudi de zirconis ha mostrat que ja hi havia aigua líquida fa 4.400 milions d'anys, molt poc temps després de la formació de la Terra. Aquest fet implica la presència d'una atmosfera.

## Subdivisions
Com que els indicis geològics d'aquest període a la Terra són gairebé inexistents, no hi ha divisions oficials. Tanmateix, durant aquest període tingueren lloc diverses divisions importants de la història geològica lunar, de manera que de vegades es fan servir els períodes geològics lunars per referir-se als mateixos períodes a la Terra.